# Hunter Myers
Hunter Myers, född 16 februari 1998 i Williamsport i Pickaway County, Ohio, död 20 mars 2025 i Pittsburgh i Pennsylvania, var en amerikansk travkusk och travtränare. Under sin karriär vann han 2 450 lopp och körde in över 21,7 miljoner dollar i prispengar. Han omkom till följd av en olycka på The Meadows i Pennsylvania.

## Karriär
Myers inledde sin karriär 2014 vid 16 års ålder, och tog sin första seger på Jackson County Fair med en häst tränad av hans far, Michael Myers. För hans framgångar det året belönades han med Peter Haughton Memorial Award, ett pris som ges till unga talanger inom sporten.

### Olyckan
Den 19 mars 2025 var Myers inblandad i en allvarlig olycka på The Meadows Racetrack i Washington County, Pennsylvania. Han kastades ur sin sulky under ett lopp, vilket ledde till en kedjereaktion där fyra andra hästar och kuskar också var involverade. Myers fördes med helikopter till ett sjukhus i Pittsburgh, där han avled av sina skador den 20 mars.
Till minne av Myers samlades hundratals familjemedlemmar, vänner och kollegor från travsporten på The Meadows för en hyllningsceremoni. Deltagarna genomförde en gemensam promenad på banan och samlades i vinnarcirkeln för att hedra hans minne. Olyckan var den första dödsolyckan någonsin på The Meadows.
För att hedra hans minne har Northfield Parks kommande serie för segerlösa hästar, tidigare känd som Iron Maiden Series, döpts om till Hunter Myers Memorial Series.